# Bäckspelspindel
Bäckspelspindel (Semljicola barbiger) är en spindelart som först beskrevs av Ludwig Carl Christian Koch 1879.  Bäckspelspindel ingår i släktet Semljicola och familjen täckvävarspindlar. Enligt den finländska rödlistan är arten nära hotad i Finland. Arten är reproducerande i Sverige. Artens livsmiljö är myrar. Inga underarter finns listade.